# William A. Whittlesey
William Augustus Whittlesey (14 de julio de 1796 – 6 de noviembre de 1866) fue un Representante estadounidense por Ohio, sobrino de Elisha Whittlesey.
Nacido en Danbury, Whittlesey asistió a la escuela pública y se graduó por la Universidad de Yale en 1816. Fue profesor en la universidad. Se mudó a Canfield, Ohio en 1818. Estudió derecho en Canfield con Elisha Whittlesey, y más tarde con Joshua Reed Giddings. Fue admitido al Colegio de Abogados en 1821 y comenzó sus prácticas en Canfield.  Ese mismo año se mudó a Marietta, Ohio.  Fue interventor del condado desde 1825 a 1837.  Fue miembro de la Cámara de Representantes en 1839 y 1840.  Formó una alianza con Charles B. Goddard de Zanesville.
Whittlesey fue elegido como Demócrata en el 31.º congreso (4 de marzo de 1849 – 3 de marzo de 1851). No se presentó para la reelección en 1850. Retomó sus actividades como abogado.  Fue elegido como alcalde de Marietta en 1856, 1860 y 1862.  Murió en Brooklyn, Nueva York, donde había ido para un tratamiento médico, el 6 de noviembre de 1866. Fue enterrado en el cementerio de Mound, Marietta, Ohio.
Whittlesey se casó con Jane Hobby, el 25 de octubre de 1838. Tuvieron cuatro hijos. La Sra .Whittlesey murió el 10 de febrero de 1896 en la casa de su hija en St. Cloud, Minnesota.